# بریس (ویرجینیای غربی)
بریس (به انگلیسی: Breece) یک منطقهٔ مسکونی در ایالات متحده آمریکا است که در شهرستان بونی، ویرجینیای غربی واقع شده‌است. بریس ۲۳۱٫۹۶ متر بالاتر از سطح دریا واقع شده‌است.